# Anthopleura elegantissima
Anthopleura elegantissima is een zeeanemonensoort uit de familie Actiniidae. Anthopleura elegantissima werd in 1835 voor het eerst wetenschappelijk beschreven door de Duitse zoöloog Johann Friedrich von Brandt. Het is het meest voorkomende soorten van zeeanemoon die gevonden wordt op rotsachtige oevers langs de Pacifische kust van Noord-Amerika.

## Beschrijving
De poliepen van de zeeanemoon reiken tot acht centimeter over de mondschijf met ongeveer 100 tentakels in drie of vier rijen rond de randen van de mondschijf. De meeste zijn olijfgroen tot felgroen (afhankelijk van de aanwezige soort algensymbionten) met roze tentakels. Individuen die leven in micro-leefgebieden met een tekort aan fotosynthetisch actieve straling, zoals onder dokken of in grotten, hebben geen symbionten en zijn lichtgeel tot wit van kleur.

## Voortplanting
Zeeanemonen planten zich aseksueel voort

## Voorkomen
Deze zeeanemoon komt voor in rotspoelen aan de kusten van de Stille Oceaan. Aan de Noord-Amerikaanse westkust is dit de meest talrijke zeeanemoon.

## Gif
De soort gebruikt gif voor predatie en verdediging, maar ook competitie om leefgebied met soortgenoten. Hiervoor wordt een speciaal gif aangemaakt in met netelcellen gevulde zakken. Deze zakken (acrorhagi) maken zich los van de aanvaller en zetten zich vast op de andere zeeanemoon. Het geïnjecteerde gif zorgt voor necrose en weefselvernietiging.
Leuvense onderzoekers vonden in 2012 dat het gif van deze zeeanemonen een sterk insecticide is, dat bovendien milieuvriendelijk is omdat het snel afbreekt. Mogelijk kan het in de toekomst zelfs aangewend worden als basis voor een nieuwe soort pijnstillers. Het is nog niet duidelijk hoe het evolutionair te verklaren is dat de zeeanemonen over een insecticide beschikken omdat ze in principe nooit met insecten te maken hebben. De verdere uitwerking van de toxines tot insecticiden is voor de agro-industrie. Het ontwikkelen van een nieuw soort pijnstiller op basis van het gif kan belangrijk zijn voor mensen die nog weinig reageren op de klassieke middelen.